# 普沙塔河
46°05′23.96″N 14°37′25.96″E / 46.0899889°N 14.6238778°E

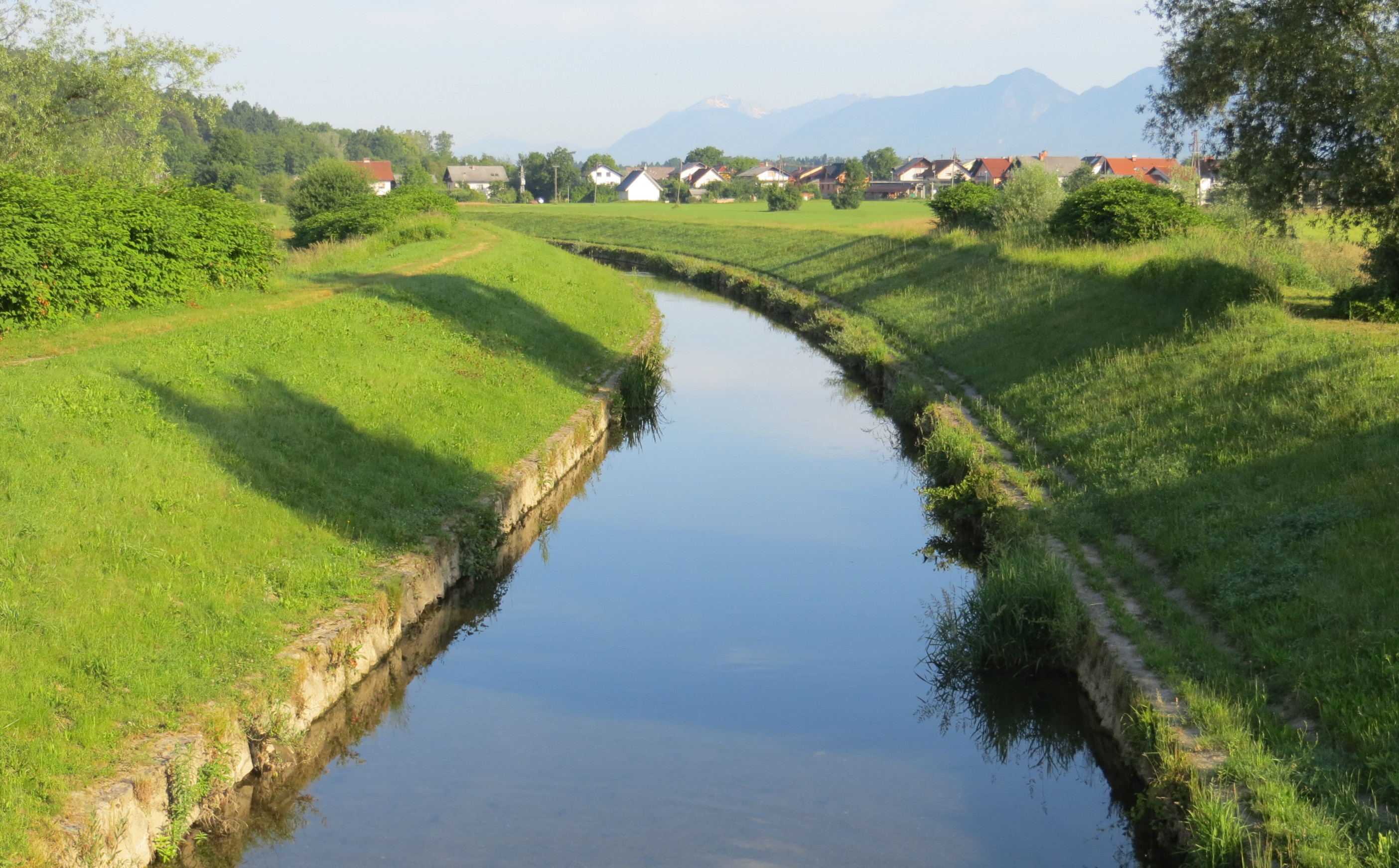

普沙塔河，是斯洛文尼亞的河流，屬於卡姆尼克比斯特里察河的右支流，河道全長28公里，流域面積139平方公里，河口處在多姆扎萊東北面。